# Liste der Bürgermeister von Barstow (Kalifornien)
Die kalifornische Stadt Barstow kennt seit Erlangen des Stadtrechtes im Jahr 1947 das Amt des „Mayor“ (Bürgermeister). Ursprünglich aus den Reihen der Stadträte bestimmt, wird der Bürgermeister seit 1978 direkt von den Bürgern gewählt. Seit 1984 beträgt die Amtszeit vier Jahre, die Wahl findet gleichzeitig zur US-Präsidentschaftswahl statt.
- Robert E. Hartwick (September 1947 – April 1948)
- Joe C. Gintz (April 1948 – April 1950)
- Leonard Zagortz (April 1950 – Dezember 1957)
- George Oakes (Januar 1958 – April 1960)
- Ida K. Pleasant (April 1960 – April 1964)
- Blendon O. Beardsley, Jr. (April 1964 – April 1966)
- H. James Gilliam (April 1966 – April 1968)
- Ida K. Pleasant (April 1968 – April 1970)
- Bernard W. Keller (April 1970 – April 1974)
- George Goldsmith (April 1974 – April 1978)
- Bernard W. Keller (April 1978 – April 1980)
- Paul R. Simon (April 1980 – April 1982)
- Bernard W. Keller (April 1982 – April 1984)
- Bernard W. Keller (April 1984 – April 1988)
- Bill E. Pope (April 1988 – Oktober 1990)
- Manuel G. Gurule (kommissarisch, Oktober 1990 – März 1991)
- Mal Wessel (März 1991 – April 1992)
- Mal Wessel (April 1992 – Dezember 1996)
- Katy Yslas-Yent (Dezember 1996 – Dezember 2000)
- Lawrence E. Dale (Dezember 2000 – Dezember 2008)
- Joe Gomez (Dezember 2008 – Dezember 2012)
- Julie Hackbarth-McIntyre (Dezember 2012 – Dezember 2020)
- Paul Anthony Courtney (seit Dezember 2020)